# Pikeliai
Pikeliai is een plaats in de gemeente Mažeikiai in het Litouwse district Telšiai. De plaats telt 520 inwoners (2001).